# Александра Марковска
Александра Марковска (4. мај 1997) је фудбалска репрезентативка Северне Македоније. Чланица је женског фудбалског клуба Спартак из Суботице и такмичи се у Супер лиги Србије за жене.

## Каријера
Наступала је 6 пута за женску кадетску репрезентацију Македоније (У-17) и 3 пута за омладинску (У-19). Такође, одиграла је 5 утакмица у квалификацијама за УЕФА Лигу шампиона.

## Награде и признања
До сада има 4 шампионске титуле и две титуле победника Купа.